# ديراب
ديراب (بالإنجليزية: Derap)‏ هي قرية تقع في سيستان وبلوتشستان في إيران. يقدر عدد سكانها بـ 130 نسمة .